# Beauty and the Beast (canção da Disney)
"Beauty and the Beast" é uma canção escrita pelo letrista Howard Ashman e pelo compositor Alan Menken para o trigésimo filme de animação da Walt Disney Animation Studios, Beauty and the Beast (1991). A música-tema do filme, balada inspirada na Broadway, foi primeiramente gravada pela atriz britânica-americana Angela Lansbury, em seu papel na voz da personagem Mrs. Potts, e descreve essencialmente a relação entre seus dois personagens principais, Bela e a Fera, especificamente como o casal aprendeu a aceitar suas diferenças e, por sua vez, mudar uns aos outros para melhor. Além disso, a letra da música implicam que o sentimento de amor é tão atemporal e eterno quanto um "conto tão tão antigo quanto o tempo". "Beauty and the Beast" foi posteriormente gravado como um dueto pop pela cantora canadense Céline Dion e pelo cantor americano Peabo Bryson, e lançado como o único single da trilha sonora do filme em 16 de novembro de 1991.
Lansbury ficou inicialmente hesitante para gravar "Beauty and the Beast", porque ela sentiu que não era adequado para a sua voz envelhecida de canto, mas finalmente completou a música em uma tomada. A fim de promover o filme, Disney decidiu lançar "Beauty and the Beast" como um single, primeiro recrutado apenas Dion para gravar uma versão de radio-friendly dele. No entanto, o estúdio estava preocupado que a então relativamente obscura cantora não atraísse uma audiência grande o suficiente nos Estados Unidos por conta própria, então eles contrataram o mais proeminente Bryson para ser seu parceiro de dueto. No início, Dion também estava hesitante em gravar "Beauty and the Beast" porque ela acabara de ser demitida de gravar a música-tema do filme de animação An American Tail: Fievel Goes West (1991). Primeiro ouvido durante os créditos finais do filme, o single foi produzido por Walter Afanasieff, que também arranjou com Robbie Buchanan. Também foi incluído no álbum auto-intitulado de Dion. O single foi acompanhado por um vídeo musical. Dirigido por Dominic Orlando, combinou imagens dos cantores gravando a música na The Power Station com trechos do filme.
Ambas as versões de "Beauty and the Beast" foram muito bem sucedidas, ganhando tanto um Globo de Ouro de melhor canção original e um Oscar de melhor canção original, bem como um Grammy Award para Melhor Canção Escrita para Mídia Visual e Grammy Award para Melhor Performance Pop por um Duo ou Grupo com Vocais. O single também foi nomeado para o Grammy Award para a Gravação do Ano e Grammy Award para Música do Ano. O desempenho de Lansbury foi louvado universalmente por críticos do filme e da música. Enquanto a versão Dion-Bryson recebeu críticas mistas de críticos que achavam que era inferior ao original de Lansbury, o single tornou-se um sucesso comercial, chegando ao número nove na Billboard Hot 100 e tornando-se a mais conhecida das duas versões. Além de retornar canções da Disney para as paradas pop após uma ausência de trinta anos, o sucesso de "Beauty and the Beast" também lançou a carreira de Dion e estabeleceu-a como um artista de gravação bancável. Depois que "Beauty and the Beast" se tornou a primeira canção da Disney a sofrer uma transformação pop completa, vários artistas contemporâneos foram inspirados a lançar suas próprias interpretações de canções Disney durante a década. Considerada uma das melhores e mais populares canções da Disney, "Beauty and the Beast" já foi regravada por inúmeros artistas. Em 2004, o American Film Institute reconheceu oficialmente "Beauty and the Beast" como uma das maiores canções da história do cinema, classificando-a em 62º lugar.

## Escrita e gravação

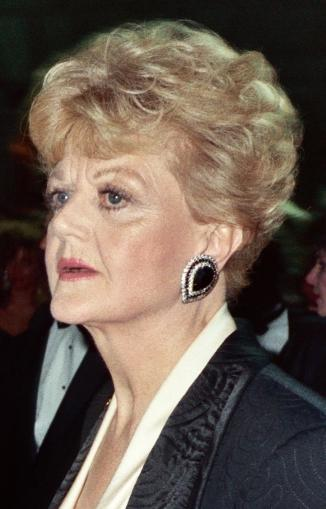
A princípio, a atriz britânica Angela Lansbury estava hesitante em gravar "Beauty and the Beast" porque tinha sido escrita em um estilo com o qual ela não estava familiarizada; ela finalmente gravou a música em uma tomada

"Beauty and the Beast" foi escrita pelo letrista Howard Ashman e pelo compositor Alan Menken em 1990. Pretendendo que a música seja "o auge da simplicidade", os compositores tiraram grande parte de sua influência da música da Broadway. Devido à falta de saúde de Ashman, algumas das pré-produções da Beauty and the Beast foram transferidas para um hotel em Fishkill, Nova Iorque, perto da residência de Ashman para acomodar o letrista em dificuldade. De todas as canções que ele escreveu para Beauty and the Beast, Menken dedicou mais tempo à música-título. A faixa foi gravada pela primeira vez pela atriz britânica-americana Angela Lansbury, que faz a voz da personagem Mrs. Potts, uma bule encantada. Os compositores introduziram pela primeira vez "Beauty and the Beast" para Lansbury como uma gravação demo, que foi acompanhada por uma nota perguntando se ela poderia estar interessada em cantá-la. Apesar de já ter participado de outro filme musical da Disney, Bedknobs and Broomsticks (1971), Lansbury, que estava mais acostumada a fazer músicas uptempo, hesitava em gravar a balada por causa de seu estilo rock não familiarizado. Embora gostasse da canção, Lansbury preocupou-se também que sua voz envelhecida de canto não era mais forte o suficiente para gravar "Beauty and the Beast", e era especialmente interessada sobre ter que sustentar suas notas mais longas. Lansbury sugeriu que os compositores pedissem a outra pessoa para cantar "Beauty and the Beast", mas eles insistiram que ela simplesmente "canta a canção da maneira como eles a imaginaram".
Em 6 de outubro de 1990, "Beauty and the Beast" foi gravado em um estúdio em Nova Iorque acompanhado por uma orquestra ao vivo, porque os compositores preferiam que todos os intérpretes e músicos gravassem juntos, opondo-se à separação dos cantores dos instrumentistas. No dia de sua sessão de gravação programada, o vôo de Lansbury foi atrasado devido a uma ameaça de bomba, o que provocou um pouso de emergência em Las Vegas. Desconhecendo seu paradeiro por várias horas, os cineastas começaram a fazer planos para reprogramar a sessão até que Lansbury finalmente telefonou para o estúdio quando chegou com segurança em Nova Iorque. Em última análise, Lansbury gravou sua versão em uma tomada, que acabou sendo usado no filme final. O produtor Don Hahn lembrou que a atriz simplesmente "cantou 'Beauty and the Beast' do começo ao fim e apenas arrasou. Nós pegamos algumas linhas aqui e ali, mas essencialmente essa é uma tomada que usamos para o filme". O desempenho de Lansbury moveu todos que estiveram presentes no estúdio de gravação naquele tempo às lágrimas.
Algumas letras cortadas por Ashman no filme de 1991 foram reintegradas para a versão do filme de 2017.

## Música e interpretação da letra
A versão de "Beauty and the Beast" original do filme, interpretada por Lansbury, foi escrita em Ré bemol maior em um ritmo "moderadamente lento" de 84 batimentos por minuto (Andante), com duração de dois minutos e quarenta e seis segundos. Stephen Whitty do NJ.com descreveu "Beauty and the Beast" como uma "balada da Broadway". O crítico de cinema Roger Ebert descreveu a melodia da canção como "assombrado", enquanto Lisa Schwarzbaum da Entertainment Weekly descreveu a canção como uma "canção de ninar". Thomas S. Hischak, autor da enciclopédia The Disney Song Encyclopedia, descreveu a melodia de Menken como "fluindo", enquanto Aylin Zafar do BuzzFeed descreveu a canção como "macia e morna". Escrevendo para a Chicago Tribune, Gene Siskel descreveu a voz de Lansbury, que abrange duas oitavas de B♭3 a E♭5, como "ricamente texturado". Enquanto isso, Michael Cheang do The Star e Bill Gibron do PopMatters, escreveram que Lansbury interpretou usando um tom "frágil", "calmo e maternal". Instrumentalmente, "Beauty and the Beast" caracteriza mudança de cordas, madeiras e violinos. GamesRadar+ observou que "Beauty and the Beast" inclui uma mudança fundamental durante a qual "a música incha, e então a orquestra cede para deixar apenas violinos trêmulos". Descrevendo a balada como "crescente", TV Guide comparou "Beauty and the Beast" com "Shall We Dance?" do musical O Rei e Eu.
RL Shaffer da IGN, identificou a "Beauty and the Beast" como uma "balada poética de lágrimas". Wheeler W. Dixon, autor do livro Film Genre 2000: New Critical Essays, acredita que a letra da música é sobre a "promessa implícita de regeneração através do amor". 29 linhas de comprimento, todos os quais são exatamente cinco sílabas, "Beauty and the Beast" é uma canção de amor sobre a transformação de um casal de amigos em "algo mais". A música-tema do filme, sua letra "captura a essência do filme", descrevendo a relação entre os dois personagens principais de Beauty and the Beast, especificamente citando maneiras em que os dois mudaram mutuamente para melhor e, finalmente, aprenderam a aceitar suas diferenças e erros. De acordo com Jake Cole de Not Just Movies, a primeira estrofe começa "com seriedade, e a sutileza dela tem o efeito irônico de ser dominadora." Começando com Lansbury cantando as letras "Tale as old as time, true as it can be",[A] JoBlo.com escreveu que a canção "oferece um sinal certo de romance entre Bela e a sua Fera." Enquanto isso, Songfacts acredita que "a mensagem da canção é que um casal pode ser 'tão antigo quanto o tempo', não importa quão diferentes eles são". De acordo com Chris Lucas de Moviepilot, as letras de Ashman descrevem a "hesitação e surpresa do casal em se apaixonar inesperadamente", enquanto o autor Thomas S. Hischak escreveu em The Disney Song Encyclopedia que a canção é "sobre como dois corações provisórios estão unidos no amor." Caracterizando a linha "Barely even friends, then somebody bends, unexpectedly",[B] Gene Siskel do Chicago Tribune acredita que a Balada "faz com que todos os amantes olhem para além das falhas de seus parceiros e em seus corações", enquanto Cole escreveu: "Ashman procura a verdade ... não sabemos que estamos apaixonados até gastarmos o tempo com alguém e os ajustes não forçados fazem as peças caírem no lugar." A autora do livro The Emperor's Old Groove: Decolonizing Disney's Magic Kingdom, Brenda Ayres, citou a canção como um indicador de que uma relação de poder recíproco se desenvolveu entre Bela e a Fera. De acordo com o site do letrista, "Beauty and the Beast" resume a maneira pela qual "Bela domava a Fera e encontra o final feliz que ela tem sonhado." O autor Jerry Griswold, do livro The Meanings of "Beauty and the Beast": A Handbook, acredita que a linha da abertura da canção "tale as old as time"[C] alude ao fato que a história de Bela é antigo, intemporal em que é "deliberadamente situado no contexto de outros contos tradicionais"; em que a dela é simplesmente "a mais nova encarnação" dela. A autora Lucía Loureiro Porto, do livro The Translation of the Songs in Disney's "Beauty and the Beast": an example of Manipulation concorda que embora a canção "não conte qualquer história, é feita de frases que implicam que o amor é um sentimento tão antigo quanto a humanidade." De acordo com Perry Seibert do AllMovie, "Beauty and the Beast" é "tão sarcástico como Ashman nunca conseguiu como um letrista." Seibert acredita que a canção "reconhece sua própria banalidade... sem minimizar ou zombar de sua descrição inerentemente doce do amor verdadeiro." Refletindo sobre a morte de Ashman, Roger Moore, do Chicago Tribune, acredita que a música "foi a despedida de Ashman ao amor, à vida e à imaginação."

## Recepção

### Crítica
"Beauty and the Beast" continua a ser constantemente elogiado tanto por críticos de cinema como por críticos de música. A crítica de cinema Janet Maslin do The New York Times elogiou "Beauty and the Beast", descrevendo-a como "uma gloriosa balada", nomeando como "o maior triunfo" de Ashman e Menken. Hal Hinson do The Washington Post considera a canção como a melhor do filme. Roger Moore, do Chicago Tribune, referiu-se a "Beauty and the Beast" como uma canção "brilhante" que "pode levá-lo às lágrimas", enquanto James Berardinelli, da ReelViews, citou-a entre as canções mais memoráveis do filme. Anthony Quinn de The Independent destacou "Beauty and the Beast" como a melhor canção do filme, passando a elogiar o desempenho "magnífico" de Lansbury, enquanto o Chris Hicks da Deseret News a chamou de "bela". Simon Brew da Den of Geek apreciou especificamente as letras, descrevendo a canção como "soberba". O desempenho vocal de Lansbury também foi elogiado: Descrevendo a música como "bonita", Gene Siskel, do Chicago Tribune, escreveu que "Beauty and the Beast" é "realizada de forma pungente pela voz ricamente texturizada de Angela Lansbury". Da mesma forma, Bill Gibron do PopMatters escreveu, "no momento em que a bela bule de Angela Lansbury pisa para cantar a música-título, todas as apostas de olho seco acabam." Lou Lumenick do New York Post escreveu que "Beauty and the Beast" foi "inesquecivelmente entregue por Angela Lansbury". Aylin Zara da BuzzFeed, opinou que a versão de Lansbury é superior ao single, escrevendo: "Embora a versão pop comercial de 'Beauty and the Beast,' cantada por Celine Dion e  Peabo Bryson, seja boa, a versão cinematográfica — interpretada por Angela Lansbury como Mrs. Potts — é ainda melhor."
| Beauty and the Beast (canção da Disney) | De longe o maior triunfo dos compositores é a música-título, que se torna ainda mais impressionante em vista da tarefa não muito promissora para criar uma canção tema "Beauty and the Beast". Mas o resultado é uma balada gloriosa, que é realizada em duas versões, como um dueto em estilo top-40 ouvido durante os créditos de encerramento, e uma doce versão solo cantada por Lansbury durante a cena mais adorável do filme. Para o último, que também mostra o uso dinâmico do filme de animação gerada por computador, seria bem aconselhado o espectador trazer um lenço. | Beauty and the Beast (canção da Disney) |
| — The New York Times' Janet Maslin      | |                                         |

A sequência do salão de baile durante a qual Bela e a Fera dança "Beauty and the Beast" continua a ser elogiada, especialmente pelo uso da animação digital. A primeira vez que a sequência musical "Beauty and the Beast" foi disponibilizada ao público, foi na forma de uma cena inacabada no Festival de Cinema de Nova Iorque, em setembro de 1991, para o qual a Disney havia sido convidada a estrear uma versão incompleta de Beauty and the Beast que consistia, em grande parte, em testes de lápis não coloridos e storyboards. Lisa Schwarzbaum de Entertainment Weekly coroou a sequência como "peça central" do filme. Escrevendo para The Seattle Times, Candice Russel descreveu-a como "destaque irresistível", enquanto Jennie Punter da The Globe and Mail's chamou a cena de "gloriosa". David Parkinson da Radio Times citou que o CGI usado na cena do salão de baile é "visto como a melhor vantagem". Dave Kehr, do Chicago Tribune, elogiou tanto a artista de layout Lisa Keene como os esforços combinados do animador Jim Hillin na cena, identificando-a como o "cenário mais impressionante" do filme.
Quando Beauty and the Beast foi relançado em 3D em 2012, Annlee Ellingson da revista Paste apreciou a forma de como a sequência foi adaptada, descrevendo-a como "positivamente vertiginosa". Mike Scott da The Times-Picayune descreveu como uma cena "linda" e "memorável" que "ainda se destaca como um dos filmes mais deslumbrantes", enquanto Joanna Berry da The National escreveu que "a sequência do salão de baile agora parece brilhar ainda mais." Chris Hicks da The Deseret News sentiu que "Hoje, a sequência do salão de baile não parece mais nova e fresca depois de muitos filmes em aniação 3D, mas isso não diminui o poder de seu lindo design." Embora James Berardinelli da ReelViews tivesse originalmente revisado a sequência como "a melhor cena no filme", ele sentiu que a conversão 3D "diminui o romance e a emoção da dança de salão."
Para os espectadores na época, os efeitos do computador nesta sequência foram surpreendentes.

### Prêmios e reconhecimento
"Beauty and the Beast" ganhou vários prêmios. A canção ganhou o Globo de Ouro de melhor canção original na 49ª edição do Globo de Ouro em janeiro de 1992. No mês seguinte, março, "Beauty and the Beast" ganhou o Oscar de melhor canção original no Oscar 1992. O prêmio foi para Ashman, que morreu de AIDS em 14 de março de 1991, oito meses antes do lançamento do filme. Menken reconheceu Ashman em seu discurso de aceitação, enquanto agradeceu Lansbury, Dion, Bryson e Afanasieff por suas contribuições. O parceiro de Ashman, Bill Lauch, aceitou o prêmio em seu nome. No ano seguinte, "Beauty and the Beast" obteve duas vitórias em oito nomeações no 35º Grammy Awards, um deles o Grammy Award para Best Song Written for Visual Media. Uma versão instrumental arranjada e conduzida por Richard S. Kaufman ganhou o Grammy de 1993 de melhor performance pop instrumental. Essa interpretação foi realizada pela orquestra sinfônica Nurenberg Symphony Orchestra para o álbum Symphonic Hollywood, sob a gravadora Varèse Sarabande. A versão instrumental do filme por James Galway, interpretada pela The Galway Pops Orchestra e inclusa no álbum Galway at the Movies foi nomeada no Grammy de 1993 de melhor performance pop instrumental.
O American Film Institute classificou "Beauty and the Beast" na posição 62 na lista das melhores canções de filmes estadunidenses segundo o American Film Institute. "Beauty and the Beast" é uma das únicas quatro músicas de filmes animados da Disney a ter aparecido na lista.. Quando o BuzzFeed organizou a lista "The Definitive Ranking of the 102 Best Animated Disney Songs", "Beauty and the Beast" foi colocada no número quatro, enquanto o mesmo site a classificava como quarta canção de amor da Disney em outra lista. Da mesma forma, "Beauty and the Beast" é a quarta melhor música da Disney de acordo com a M Magazine. "Beauty and the Beast" terminou em 14º lugar na classificação "30 melhores músicas da Disney na história" da GamesRadar. Na lista "Top 25 Disney Songs" do site IGN, "Beauty and the Beast" foi classificada na posição 22. Enquanto a Broadway.com classificou a música como a segunda melhor música da Disney que ganhou o Oscar, Spin colocou "Beauty and the Beast" no número 30 no ranking "Every Oscar Winner for Best Original Song". Em sua lista das "11 Highest-Charting Songs From Disney Movies", a autora Nicole James da Fuse escreveu que a versão Dion-Bryson "quebrou o Top 10, indo para a nona posição nas paradas (mas para a primeira posição em nossos corações )." O mesmo site incluiu a versão pop em sua lista "Top 20 Disney Songs by Pop Stars".
IGN posicionou a cena da canção em 83 no seu ranking dos 100 maiores momentos da história do cinema. O Total Film classificou a cena na nona posição em sua lista dos "50 melhores momentos do filme da Disney". No artigo da Dennis Publishing "Top 12 cenas de dança mais memoráveis em filmes", a sequência do salão ficou em quinto lugar. GamesRadar também incluiu a cena nas "50 maiores sequências de dança em filme" do site, com o autor Kim Sheehan louvando-a como "mais emocionante e romântica do que a maioria das danças em live action". Oh No They Didn't classificou a música em segundo lugar no artigo "Top 25 Disney Songs of All Time", descrevendo como "sensação vintage... cheia de vida e originalidade", a "eficácia surpreendente" do desempenho de Lansbury e a "animação cativante na tela". A canção foi listada na oitava posição no artigo do Metro de "20 melhores músicas da Disney", com o escritor Duncan Lindsay comentando "... esta sequência de dança com os tons lindos de Angela Lansbury é uma das mais românticas da Disney. Que música."

## Versão de Celine Dion e Peabo Bryson

### Antecedentes e gravação
Para a surpresa da Disney, Beauty and the Beast recebeu três indicações para o Oscar de melhor canção original. Para evitar de dividir os eleitores da Academia, a Disney decidiu promover a canção título do filme à frente de seus companheiros nominados "Belle" e "Be Our Guest", lançando "Beauty and the Beast" como single, semelhante ao modo como a Universal Pictures lançou "Somewhere Out There" do filme de animação An American Tail como single em 1986. Coincidentemente, Ashman e Menken escreveram a canção para que ela pudesse experimentar o sucesso fora do próprio filme Beauty and the Beast. Embora a interpretação de Lansbury fosse muito apreciada, foi considerada inadequada para um lançamento comercial ou um airplay de rádio. Assim, o estúdio decidiu fazer "Beauty and the Beast" a primeira canção da Disney a ser arranjada em uma versão pop de si mesmo para os créditos finais do filme. Menken se referiu a esta experiência como um "ponto de virada" em sua carreira, porque foi também a primeira vez que uma de suas próprias composições já tinha sofrido uma tal transformação. O produtor Walter Afanasieff foi contratado para produzir a versão pop da música, que ele arranjou com o músico Robbie Buchanan.[carece de fontes?] Menken elogiou Afanasieff por ter feito com sucesso a canção se tornar dele.
A atriz e cantora Paige O'Hara, que faz a voz de Bela na dublagem original, foi uma das primeiras artistas a expressar interesse em gravar a versão pop de "Beauty and the Beast", mas a Disney a dispensou por ser "muito Broadway". Incapaz de ter recursos para empregar um "cantor grande" naquele tempo, Disney estabeleceu-se para a artista canadense em ascensão Celine Dion. Porque era relativamente desconhecida para o público americano na época, o estúdio duvidava que Dion teria muito impacto nos Estados Unidos por conta própria e, posteriormente, contratou o mais conhecido cantor americano Peabo Bryson para gravar a música ao lado dela como um dueto. A Disney entrou em contato com o agente de Dion, René Angélil, para conversar sobre ter sua cliente Dion na gravação de "Beauty and the Beast", enquanto a cantora estava em turnê pela Inglaterra. Como fã da música de Dion, Menken escreveu pessoalmente uma carta de aprovação para a cantora.
Proveniente da província francês canadense de Quebec, Dion acabava de começar a aprender inglês. No início, Dion estava hesitante em se comprometer com o projeto devido a ter sido recentemente demitido da gravação "Dreams to Dream", a música-tema do filme de animação An American Tail: Fievel Goes West (1991), em favor da cantora americana Linda Ronstadt, que tinha experimentado anteriormente o grande sucesso com sua redição de "Somewhere Out There". Ronstadt, que foi a primeira escolha do produtor Steven Spielberg, só concordou em gravar "Dreams to Dream" depois de ouvir a demo de Dion. Devastada por perder o solo, Dion eventualmente concordou em gravar "Beauty and the Beast" depois de ouvir e ser movido pelo desempenho de Lansbury. Enquanto isso, Bryson se envolveu com o projeto via o vice-presidente sênior da Walt Disney Records, Jay Landers, que era amigo de presidente da música da Walt Disney Pictures Chris Montan na época. Os instrumentais da canção foram gravados primeiro na The Plant Recording Studios, em Sausalito, Califórnia. Mais tarde, os cantores registraram rapidamente seus vocais na The Power Station em Nova Iorque durante o fim de semana do Labor Day, enquanto a mixagem foi completada na Record Plant Studios em Los Angeles.[carece de fontes?] A canção foi lançada como o único single da trilha sonora do filme, em que a música aparece ao lado da versão de Lansbury, lançado em 16 de novembro de 1991.[carece de fontes?]

### Composição
O single é uma balada pop que tem quatro minutos e quatro segundos de duração. Gravado no tom de Fá maior a um ritmo moderadamente lento de 72 batidas por minuto, a regravação é, de acordo com o Filmtracks.com, uma "canção de pop conservadora-renderizada." Sua orquestração inclui um oboé elétrico, teclado, sintetizador e violão.[carece de fontes?] Além disso, a instrumentação "jazzística" da canção depende fortemente de bateria, um instrumento que está visivelmente ausente do restante da trilha sonora.

### Recepção
Ao contrário da versão original de Lansbury, o single Dion-Bryson ganhou críticas geralmente mistas. Filmtracks.com escreveu que o desempenho de Dion "fez muitos fãs desejarem que ela tivesse sido dada como um solo." Arion Berger da Entertainment Weekly elogiou os vocais de Dion, descrevendo "Beauty and the Beast" como "uma vitrine perfeita para em que ela é melhor." Irving Tan da Sputnikmusic elogiou o single, descrevendo o dueto como "extremamente eficaz". Jeff Benjamin da Fuse descreveu a canção como um "dueto fantástico". No entanto, Brad Webber da Chicago Tribune e Michael Cheang da The Star não foram bem receptivos à versão de Dion-Bryson para "Beauty and the Beast". Os críticos têm preferência pela interpretação de Lansbury; enquanto elogiava a versão cinematográfica, Andrew Unterberger, da Spin, descartou o single como "insuportavelmente chato". Da mesma forma, Kristian Lin, do Fort Worth Weekly, criticou o single enquanto elogiava a versão de Lansbury, aconselhando os membros da platéia a "limparem o teatro antes que Celine Dion e Peabo Bryson cantasse a música-título sobre os créditos finais", enquanto Dan Caffrey, da Consequence of Sound, sentiu que "é uma vergonha que a versão mais conhecida mundialmente de 'Beauty and the Beast' seja a cantada por Celine Dion e Peabo Bryson em oposição à cantada por Lansbury."
Na 35ª edição do Grammy Award, a versão Dion-Bryson para "Beauty and the Beast" ganhou o prêmio por Melhor Performance Pop por um Duo ou Grupo com Vocais. Além disso, a canção foi indicada às categorias de Gravação do Ano e de Música do Ano, perdendo em ambas as categorias para Tears in Heaven de Eric Clapton. No Canadá, "Beauty and the Beast" ganhou um Juno Award de single do ano, ganhando da canção "If You Ask Me To" de Dion. Em 1993, "Beauty and the Beast" também ganhou um ASCAP Film and Television Music Award e um ASCAP Pop Award por ser a música mais interpretada nos Estados Unidos.
"Beauty and the Beast" teve um desempenho consideravelmente bem nas paradas de todo o mundo. A canção atingiu o pico número nove na Billboard Hot 100, tornando-se o segundo hit de Dion no ranking depois de "Where Does My Heart Beat Now". A música alcançou o terceiro lugar na Billboard Hot Adult Contemporary. No Canadá, "Beauty and the Beast" atingiu o segundo lugar. Fora da América do Norte, a música atingiu o topo entre as dez melhores na Nova Zelândia e no Reino Unido, enquanto atingiu o pico entre as vinte melhores na Austrália, Holanda e Irlanda. A canção vendeu mais de um milhão de cópias em todo o mundo.

### Videoclipe
A sessão de gravação de Dion e Bryson na The Power Station[carece de fontes?] foi filmada para o videoclipe, sendo interpolada com várias cenas do filme, dirigido por Dominic Orlando. O vídeo estreou no canal Vh1, transmitindo a uma audiência que não estava acostumada a ver personagens animados aparecem no meio de sua programação regular.

### Performances ao vivo
No Oscar de 1992, Angela Lansbury, Celine Dion e Peabo Bryson cantaram uma mistura de ambas as versões da canção, apoiado por dançarinos vestidos como Bela e Beast. Celine e Peabo também se apresentaram nos Grammys, World Music Awards, AMA, Wogan, The Tonight Show, e Top of the Pops mais tarde naquele ano. A dupla reuniu-se em 1996 para interpretar a música para o especial de televisão Oprah in Disneyland, enquanto Lansbury repetiu a performance na exibição do 25º aniversário do filme. Cada um dos artistas respectivos realizou a música em concertos mais tarde em suas carreiras, fora do contexto da Disney. Por exemplo, Lansbury o cantou no concerto de Natal de 2002 com Mormon Tabernacle Choir. [199] Da mesma forma, Dion e Bryson apresentaram no concerto JT Super Producers 94 tributo a David Foster, [200] e como parte da turnê The Color of My Love Tour de Dion, embora também tenham cantado com diferentes duetos parceiros. Dion cantou com Tommy Körberg, Brian McKnight, Terry Bradford, Maurice Davis, Barnev Valsaint, e René Froger, entre outros; Peabo cantou com Coko e Regine Velasquez.

### Créditos
- Celine Dion, Peabo Bryson - vocais
- Walter Afanasieff - violão, baixo sintetizado, teclados, sintetizador, programação de bateria, percussão
- Joel Peskin - oboé
- Ren Klyce: Programador de Akai AX73 e Synclavier
- Dan Shea: Programador de Macintosh

### Formatos e lista de faixas
- 3", 7", 12", cassette, CD single (Mundial)

1. "Beauty and the Beast" – 3:57
2. "The Beast Lets Belle Go" (Instrumental) – 2:19

- CD maxi single (Canadá)

1. "Beauty and the Beast" – 3:57
2. "The Beast Lets Belle Go" (Instrumental) – 2:19
3. "Des mots qui sonnent" – 3:56
4. "Délivre-moi" (Live) – 4:19

- CD single promocional (EUA)

1. "Beauty and the Beast" (Radio Edit) – 3:30

### Desempenho nas tabelas musicais e certificações
| Parada (1991–92)                              | Melhor posição |
| --------------------------------------------- | -------------- |
| Austrália (ARIA)                              | 17             |
| Bélgica (Ultratop 50 de Flandres)             | 36             |
| Canadá (The Record's Retail Singles Chart)    | 2              |
| Canadá (The Record's Contemporary Hit Radio)  | 21             |
| Canadá Adult Contemporary (RPM)               | 1              |
| Canadá Top Singles (RPM)                      | 23             |
| Estados Unidos (Billboard Hot 100)            | 9              |
| Estados Unidos (Billboard Adult Contemporary) | 3              |
| Europa (European Hot 100 Singles)             | 27             |
| Irlanda (IRMA)                                | 12             |
| Japão (Oricon Singles Chart)                  | 67             |
| Nova Zelândia (Recorded Music NZ)             | 8              |
| Países Baixos (Dutch Top 40)                  | 18             |
| Países Baixos (Single Top 100)                | 20             |
| Reino Unido (UK Singles Chart)                | 9              |

| Parada (1992)                                 | Melhor posição |
| --------------------------------------------- | -------------- |
| Austrália (ARIA)                              | 75             |
| Canadá Adult Contemporary (RPM)               | 1              |
| Estados Unidos Billboard Hot 100              | 64             |
| Estados Unidos Adult Contemporary (Billboard) | 7              |
| Nova Zelândia (Recorded Music NZ)             | 46             |
| Países Baixos (Dutch Top 40)                  | 157            |

| País                  | Certificação | Vendas  |
| --------------------- | ------------ | ------- |
| Estados Unidos (RIAA) | Ouro         | 784.000 |
| Japão (RIAJ)          | Platina      | 100.000 |

## Versão de Ariana Grande e John Legend
Ariana Grande e John Legend regravaram "Beauty and the Beast" para a adaptação de 2017 em live-action de mesmo nome. O videoclipe foi dirigido por Dave Meyers estreou no canal Freeform em 5 de março de 2017. A versão também foi o único single da primeira coletânea de Ariana, intitulada The Best e lançada no Japão em 27 de setembro de 2017.

### Desempenho nas tabelas musicais e certificações

#### Tabelas semanais
| Parada (2017)                                 | Melhor posição |
| --------------------------------------------- | -------------- |
| Austrália (ARIA)                              | 64             |
| Bélgica (Ultratip Bubbling Under de Flandres) | 41             |
| Canadá (Canadian Hot 100)                     | 70             |
| Coreia do Sul (Gaon)                          | 25             |
| Coreia do Sul (International Chart (Gaon)     | 1              |
| Escócia (Scottish Singles Chart)              | 16             |
| Estados Unidos (Billboard Hot 100)            | 87             |
| Estados Unidos Kid Digital Songs (Billboard)  | 1              |
| Estados Unidos (Billboard Adult Contemporary) | 20             |
| Filipinas (Philippine Hot 100)                | 60             |
| França (SNEP)                                 | 71             |
| Irlanda (IRMA)                                | 94             |
| Japão (Japan Hot 100)                         | 10             |
| Nova Zelândia Heatseekers (RMNZ)              | 6              |
| Reino Unido (UK Singles Chart)                | 52             |

#### Certificações e vendas
| País                       | Certificação | Vendas  |
| -------------------------- | ------------ | ------- |
| Brasil (Pro-Música Brasil) | Ouro         | 20.000  |
| Estados Unidos (RIAA)      | Ouro         | 500.000 |
| Japão (RIAJ)               | Ouro         | 100.000 |

## Coverse uso na mídia

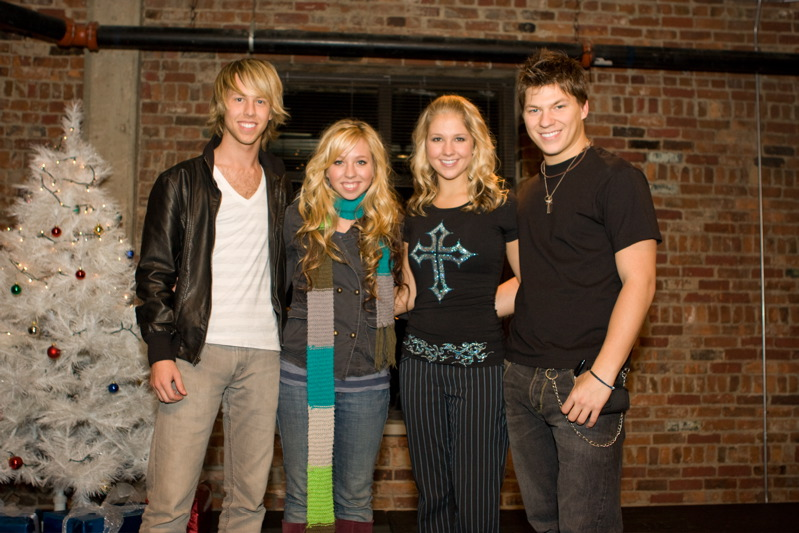
O grupo Jump5 gravaram "Beauty and the Beast" para o álbum DisneyMania

Em 1993, o cantor de jazz Chris Connor gravou "Beauty and the Beast" para o seu álbum My Funny Valentine. Em 1998, Paige O'Hara, voz original de Bela, gravou uma versão de "Beauty and the Beast" para o seu álbum Dream with Me. Isso marcou a primeira vez que O'Hara gravou a música, embora ela tenha cantado a música ao vivo várias vezes. A Billboard avaliou positivamente o desempenho de O'Hara, escrevendo que a atriz fornece cada música com "o toque jovem e gentil". Em 2000, o cantor Kenny Loggins gravou a música em seu álbum de música infantojuvenil, More Songs from Pooh Corner. Em 2002, o grupo de música Jump5 gravou "Beauty and the Beast" para o álbum de compilação da Walt Disney Records DisneyMania. Um videoclipe foi lançado ainda naquele ano e foi incluído como um extra na Edição Platinum em DVD de Beauty and the Beast: Special Edition. Lauren Duca do The Huffington Post descreveu o cover uptempo do grupo como "ridiculamente pop dos anos 90." Enquanto isso, a dupla musical H & Claire regravou a música para a Edição Platinum do filme no Reino Unido, que Betty Clarke de The Guardian definiu como uma interpretação "chata".

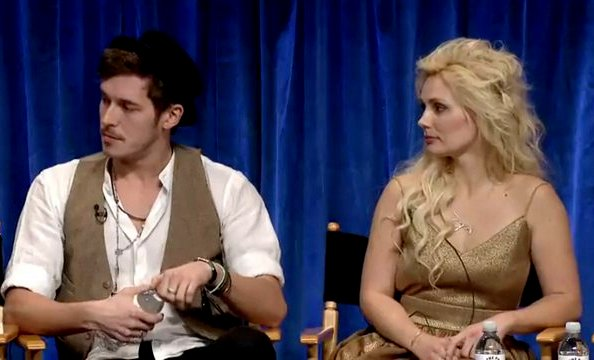
Os atores Clare Bowen e Sam Palladio fizeram uma versão para "Beauty and the Beast"

No álbum de compilação com tema country The Best of Country Sing the Best of Disney (2006), "Beauty and the Beast" foi gravada pela banda country Diamond Rio. Para contribuir com a divulgação do relançamento do filme em DVD e Blu-ray disc na Edição Diamante de 2010, a cantora Jordin Sparks gravou uma versão R&B de "Beauty and the Beast", que foi lançada no iTunes em setembro. Um vídeo musical dirigido por Philip Andelman foi incluído como bônus no lançamento em home-vídeo, parte do segmento "Música e Mais" do disco. O videoclipe mostra Sparks cantando "Beauty and the Beast" em um castelo. Em 2011, Sparks realizou sua interpretação da música ao vivo no 30º aniversário do show televisivo de Dia da Independência dos Estados Unidos "A Capitol Fourth". O álbum de compilação Eurobeat Disney (2010) apresenta uma cover em eurobeat pela cantora Domino.[carece de fontes?] Em 2014, os atores Clare Bowen e Sam Palladio cantaram "Beauty and the Beast" para o especial de televisão Backstage with Disney on Broadway: Celebrating 20 Years, que documenta o desenvolvimento de oito dos musicais da Disney na Broadway. Ambos, conhecidos por seus papéis na série de televisão de drama musical Nashville, Bowen, fã do filme, organizou o cover para satisfazer a visão dos produtores documentais, que "estavam procurando por artistas que poderiam oferecer interpretações inesperadas das músicas Disney." Hilary Lewis, do The Hollywood Reporter, observou que a interpretação de Bowen e Palladio "é mais despojada do que as versões Lansbury e Dion-Bryson." A música foi regravada várias vezes como parte da série de álbuns We Love Disney. We Love Disney France (2013) apresenta um cover dos cantores Garou e Camille Lou, enquanto no We Love Disney Australia (2014) apresenta um cover do grupo de pop operático Sole Mio. We Love Disney Indonesia (2015) apresentou uma cover de Chilla Kiana, enquanto no We Love Disney Latino (2016) apresentou uma cover de Jencarlos e Paula Rojo.

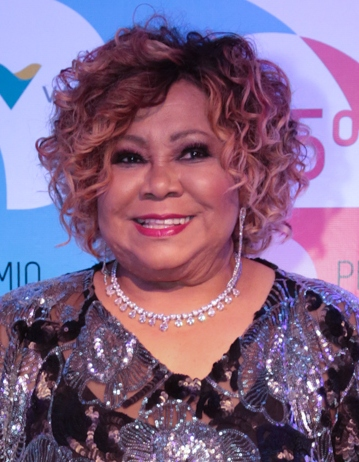
A cantora Alcione gravou uma versão em samba de "A Bela e a Fera" com a cantora Sylvinha

No Brasil, uma versão pop em dueto de "A Bela e a Fera" foi executada nos créditos, interpretada por Ju Cassou, voz brasileira da personagem Bela, e por Marcelo Coutinho, diretor musical da dublagem brasileira. A cantora Eliana gravou um cover de "A Bela e a Fera" para o seu álbum É Dez (2002).[carece de fontes?] Um videoclipe para a canção foi lançado, como parte da história "Eliana.com alegria", lançado originalmente em VHS junto com o CD "É Dez" e mais tarde em DVD. No videoclipe, Eliana é um cupido que canta para curar um coração partido. Em 2005, a cantora Miúcha gravou a canção para a compilação temática de bossa nova Disney Bossa Nova. Essa mesma versão foi posteriormente incluída na compilação de mesma temática, Disney Adventures in Bossa Nova (2008). Em 2010, as cantoras Alcione e Sylvinha gravaram uma versão em samba de "A Bela e a Fera" para a compilação Disney Adventures in Samba.[carece de fontes?]
A música aparece na adaptação musical da Broadway do filme, que estreou em 1994. Quando a música estreou pela primeira vez na Broadway, havia poucos musicais da Broadway na época que apresentavam baladas sobre o amor. Originalmente cantado ao vivo pela atriz Beth Fowler como a Mrs. Potts, "Beauty and the Beast" foi incluída na trilha sonora original do musical, "Original Broadway Cast Recording", novamente interpretado por Fowler. Enquanto a recepção crítica para o musical variou de negativa a mista, John Simon, da New York Magazine, elogiou a interpretação de Fowler para a canção. Na primeira montagem do musical "A Bela e a Fera" no Brasil em 2002, Ana Taglianetti cantou "A Bela e a Fera" no papel de Sra. Potts, enquanto na segunda montagem em 2009, a canção foi interpretada por Paula Capovilla no mesmo papel de Taglianetti.
Em 1998, uma versão da música, intitulada "Beauty and the Bees" (A Bela e as Abelhas no português literal), foi feita para a fila do filme 3D It's Tough to Be a Bug! nos parques temáticos Disney's Animal Kingdom e Disney California Adventure. A música, escrita por Bruce Broughton e George Wilkins, foi lançada no álbum The Legacy Collection: Disneyland da Walt Disney Records.